# Nagyolsva
Nagyolsva (1899-ig Olsavicza, szlovákul: Oľšavica) község Szlovákiában, az Eperjesi kerület Lőcsei járásában. Lazonpatak tartozik hozzá.

## Fekvése
Lőcsétől 14 km-re északkeletre, az Olsva-patak partján fekszik.

## Története
A falu a 13. században keletkezett. Neve a szláv olša (= égerfa) főnévből eredeztethető. Első írásos említése 1308-ból származik. Ebben az évben Pál szepesi prépost Sigray Dénes fia Miklós szepesi várnagynak adja. Ettől kezdve a szepesi váruradalom része volt. Ekkor épülhetett a település Szent Miklós tiszteletére szentelt temploma. A 14-15. században a Sigrayakon kívül a Görgei, Fricsi, Krigi családoké és az Olsavicaiaké. A család legnevesebb tagja Olsavicai János 1400 és 1424 között szepesi várnagy és alispán.
A 16. században a Szepességben a vlach jog alapján keleti rítusú ruszinok telepedtek le, így történt ez Olsván is. A 16. században itt is terjedt a reformáció, ezzel egyidejűleg a falu új földesurai a Bertóty és Görgey családok lettek. Az ellenreformáció hatására lakói újra katolizáltak. 1700-ban 351 lakosából 348 görögkatolikus és csak 3 nem katolikus volt. A 18. század második felében a település sokat fejlődött, iskolája, plébániája épült. 1787-ben 78 házában 620 lakos élt.
A 18. század végén Vályi András így ír róla: „OLSAVICZA. Orosz falu Szepes Várm. földes Ura Görgei Uraság, lakosai ó hitűek, fekszik Alsó Répashoz nem meszsze, határja meg lehetős, réttyei jók, legelője, fája elég van.”
1828-ban 105 háza és 766 lakosa volt. A 19. században nagyrészt a Jámborszky és Újfalussy család birtoka volt. Lakói a mezőgazdaságon kívül kézművességgel, szövéssel, kosárfonással is foglalkoztak.
Fényes Elek 1851-ben kiadott geográfiai szótárában így ír a faluról: „Olysavicza, orosz falu, Szepes vmegyében, Szepeshez északra 1 1/2 mfd., 52 romai, 742 gör. kath., 8 evang.; 12 zsidó lakja. Gör. kath. paroch. templom. F. u. többen.”
A század végétől sok lakója kivándorolt a tengerentúlra. A trianoni diktátum előtt Szepes vármegye Szepesváraljai járásához tartozott.

## Népessége
| Év:            | 1994. | 2004.   | 2014.    | 2024.    |
| -------------- | ----- | ------- | -------- | -------- |
| Emberek száma: | 343   | 312     | 275      | 232      |
| Eltérés:       |       | -9,03 % | -11,85 % | -15,63 % |

| Év:            | 2023. | 2024.   |
| -------------- | ----- | ------- |
| Emberek száma: | 236   | 232     |
| Eltérés:       |       | -1,69 % |

1910-ben 718, túlnyomórészt ruszin lakosa volt.
2001-ben 327 lakosából 313 szlovák és 13 ruszin volt.
2011-ben 291 lakosából 236 szlovák és 49 ruszin.

## Nevezetességei
- Görögkatolikus temploma a 14. században épült, a 17. században barokk stílusban építették át.

## Lásd még
- Lazonpatak